# 7,5 × 54 mm Francés
El cartucho 7,5 × 54 mm Francés, 7,5 x 54 MAS o 7,5 mm Francés fue desarrollado en Francia como una actualización del cartucho 7,5x57mm MAS mod. 1924. Reemplazó al obsoleto 8 mm Lebel usado durante la Primera Guerra Mundial. En términos de potencia es comparable al cartucho 7,62 x 51 OTAN/.308 Winchester. El 7,5 mm Francés es algo similar al cartucho 7,5 x 55 mm Schmidt-Rubin (7,5 mm Suizo), un poco más largo, pero no deben intercambiarse.

## Historia e información general
Para la Primera Guerra Mundial el ejército francés se dio cuenta de que era necesario actualizar su revolucionario, pero ya obsoleto, cartucho 8 mm Lebel. Desafortunadamente y debido a la necesidad de producir en masa el 8 mm Lebel durante dicho conflicto, no fue posible hacerlo hasta que terminó la guerra. En 1924, el cartucho 7,5 x 57 MAS fue introducido pero pronto fue reemplazado con el 7,5 x 54 MAS, un poco más corto. Se produjeron dos variantes para uso militar, la 1924C y 1924D, con bala ligera y pesada respectivamente. El Ejército francés adoptó el cartucho con bala ligera para emplearse en los fusiles MAS-36 y MAS-49, así como también en la ametralladora ligera MAC M1924/29 . La más pesada Balle D fue diseñada para usarse en ametralladoras medias. El ejército solicitó la fabricación de cartuchos  7,5 mm MAS perforantes, trazadores, incendiarios, de entrenamiento y otros tipos. El cartucho aún está prohibido en Francia para emplearse en tiro deportivo y cacería.

## Armas que emplean el 7,5 x 54 MAS
- Fusil MAS-36
- Fusil MAS-49 y MAS-49/56
- Fusil de francotirador FR F1
- Ametralladora ligera FM 24/29
- Ametralladora MAC Modelo 1931
- Ametralladora para aviones Darne
- Ametralladora para aviones MAC 1934
- Ametralladora para aviones FN-Browning mle 38
- Ametralladora de propósito general AAT-52